# カーク・カーコリアン

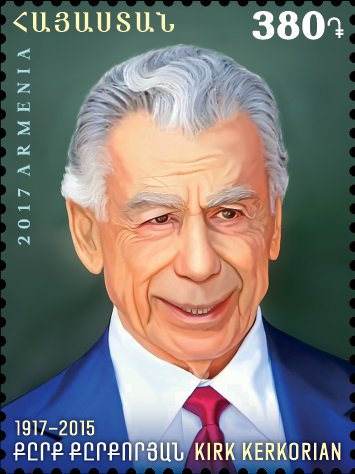
カーク・カーコリアン

カーク・カーコリアン（英語：Kirk Kerkorian、1917年6月6日 - 2015年6月15日）は、アメリカ合衆国の経営者。投資家。慈善家。ビヴァリー・ヒルズ（カリフォルニア州）に本拠を置く投資企業「トラシンダ社」の社長兼CEOである。ラスベガス市（ネバダ州）の形成に関わった重要人物の1人であり、「メガリゾートの父」として知られる。
経済誌『フォーブス』が発表した世界長者番付の2006年度版によると、2006年の資産は約90億ドルで、世界で40位の富豪である。

## 若年期から壮年期まで
1917年、カリフォルニア州中部のフレズノでアルメニア人移民の家に４人兄弟の末っ子に生まれた。一家は転居を20回ほど繰り返したとされ、学校を8学年目（日本で中学２年）で中退。兄の指導の下でアマチュア・ボクサーとなった。
パイロット養成には熱心だったアメリカで、学歴不要だった職業パイロット、さらに指導教官の資格を取得。第二次世界大戦ではイギリス空軍（RAF）がカナダで製造したモスキートをスコットランドまで空輸する仕事に就く。戦争が終わると、養成指導の職を続けながら米軍が放出したセスナ機を購入。ロサンゼルスからラスベガスまでの送迎する不定期航空会社を設立。この会社を1947年に増資、社名を「トランスインターナショナル航空（TIA）」に変更。
ジェット機を購入し業務を拡大、更に利益を上げたTIAを自動車メーカーのスチュードベーカー（以下、ス社）が目をつけた。機材購入で投資に余裕のないTIAにとり、経営の多角化を目指していたス社からの申し入れは好機であり、1962年に経営はそのままに傘下に入る。ス社が業績不振に陥るとTIAの売却に反対。1964年に買い戻し、1965年に株式を上場。億万長者の仲間入りを果たした。1968年、TIAは金融サービス会社大手のトランスアメリカ社に売却された。

## カーコリアンとラスベガス
カーコリアンは1944年、セスナ機のパイロットとして初めてラスベガスを訪れた。1940年代から1950年代にかけて多くの時間を同地で過ごしたのち、カーコリアンはギャンブルから手を引き、新興航空会社を設立した。
1962年、ラスベガス通り（Las Vegas Strip）一帯の土地80エーカー（32.3ヘクタール）を96万ドルでフラミンゴ・ホテルから購入。これは「シーザーズ・パレス（Caesars Palace）」の建設に繋がった。シーザーズは土地をカーコリアンから賃借し、1968年に取得した。カーコリアンがこの間に得た地代、及び売却益は900万ドルにのぼった。
1967年に、彼はラスベガスのパラダイス通りの土地82エーカー（33ヘクタール）を500万ドルで購入し、建築家マーティン・スターン・ジュニア（Martin Stern, Jr.）と共に、当時の世界最大のホテル「インターナショナル・ホテル」を建設した。ホテルの巨大なShowroom Internationaleに現れた最初の2人の著名人は、バーブラ・ストライサンドとエルヴィス・プレスリーであった。プレスリーは30日間にわたり、約4,200人の客（そして潜在的ギャンブラー）を招き入れ、ラスベガス市史における来客記録を更新した。カーコリアン率いるインターナショナル・レジャー社は、「フラミンゴ・ホテル」をも買収した（1970年、ヒルトン・ホテルに売却）。インターナショナル・ホテルは、その後、「ラスベガス・ヒルトン」を経て「LVHラスベガス・ホテル&カジノ」として知られている。2000年頃までは、フラミンゴは「フラミンゴ・ヒルトン」として知られていた。
1973年、著名な映画会社「メトロ・ゴールドウィン・メイヤー（MGM）」を買収した。再びスターンと組んだカーコリアンは、MGMと共に旧MGMグランド・ホテル・アンド・カジノを開業した。同ホテルは、一時は世界最大のホテルの地位にあったが、1980年11月21日、ラスベガス史上最悪の災害の1つとされる火災で炎上した。ラスベガス消防本部は、この火災で84人が死亡したと報告した（火災時の怪我が元でのちに死亡した3人を含めると87人）。驚くことに、MGMグランドはわずか8ヵ月後に営業を再開した。MGM火災の約3ヵ月後、ラスベガス・ヒルトンでも出火し、8人が死亡した。
1986年に、カーコリアンはラスベガスとリノのMGMグランド・ホテルをバリー社（Bally：ピンボールやスロットマシンの大手メーカー）に5億9400万ドルで売却した。MGMから分社されたMGMミラージュは「ベラッジオ」をはじめ、現在の「MGMグランド・リゾート・コンプレックス」（マリーナ・ホテル跡に建設）、「ミラージュ」、「トレジャー・アイランド」、「ニューヨーク・ニューヨーク」（旧ボードウォーク）などの不動産を所有・運営する。ビロクシ（ミシシッピ州）では、「ボー・リヴァージュ・カジノ」も所有している。

## カーコリアンとMGM
1966年から67年にかけて、MGMの経営陣と不動産業のレビン（Philip Levin）の間でプロキシーファイトが展開。最終的にレビンはシーグラムのブロンフマン（ブロンフマンジュニアの父）とタイム社に株を譲渡。ブロンフマンが会長として経営していたが、株式公開買付により会社を手に入れたカーコリアンは1969年、ジェームズ・T・オーブリー・ジュニア（James T. Aubrey, Jr.）をMGM社長に据えた。オーブリーは不振にあえぐMGMの事業規模を縮小し、1970年2月、スーヴェニールのオークションを開き「ドロシーのルビーの靴」（映画『オズの魔法使い』で使用され、一足のみオークションに付され、残りを衣装担当のケントクーパーが自らのものとした。スミソニアン博物館、アカデミー博物館、所有者不明、それとレディガガ所有が確認されている）を含む遺産を投げ売った。撮影所の土地も売った。ハリウッドで最も嫌われた男になったオーブリーだが無配に転落した会社を利益を出すことに成功した。カーコリアンは1973年にMGMの流通網をユナイテッド・アーティスツに売却した。1979年には「今やMGMは、主にホテルを経営する企業である」とする声明を出したが、1981年のユナイテッド・アーティスツ買収によって、総合的なフィルム・ライブラリーとプロダクション・システムを拡張することに成功した。1986年、テッド・ターナーにスタジオを売却した。
ターナーは、合併後のMGM/ユナイテッド・アーティスツ株を74日間保有した。両スタジオは莫大な負債を抱えており、ターナーは単にそのような状況下で株を保有することができなかった。投資分を取り戻すために、彼はユナイテッド・アーティスツとMGMとが持つ商標を全てカーコリアンに売却した。撮影所はロリマー・プロダクションズ（Lorimar Productions：テレビ・プロダクション会社。1993年にワーナー・ブラザースに吸収される）に売却された。1990年に、彼らが1970年代から賃借したワーナーの撮影所の半分と引き換えに、ソニーのコロンビア・トライスター・ピクチャーズに売却された。1990年には、MGMスタジオはイタリアの投資家ジャンカルロ・パレッティ（Giancarlo Parretti）に売却されたが、パレッティはスタジオ購入時に負った債務を履行せず、1996年にカーコリアンにスタジオを売却した。
カーコリアンは2004年、ソニー主導のコンソーシアムに、MGMを再び売却した。彼は、MGMミラージュ株の55%を保持している。
2006年11月22日、カーコリアンの投資会社「トラシンダ」は、MGMミラージュ株を1,500万株購入し、出資比率を56.3%から61.7%に引き上げると表明した。

## 自動車産業への投資
クライスラーの大株主でもあったカーコリアンは1995年、同社会長ロバート・J・イートン（Robert J. Eaton）に対し、クライスラー買収を打診した。カーコリアンは買収計画を正式発表したが、イートンはこれに反発。約7週間の攻防の果てに、両者は和解した。この攻防戦が、クライスラーとダイムラー・ベンツとの合併を誘発したとされる。
カーコリアンは、かつてゼネラルモーターズ（以下GM）株を5,600万株（発行済み株式数の9.9%）保有していた。2006年6月30日以降の報道によると、カーコリアンはルノーに対し、GM救済のためにGMに20%出資するよう提案した。リチャード（リック）・ワゴナーに送られた私信は、GMの経営陣に圧力を加えるため、一般公開された。一連の会談は、のちに決裂した。
2006年11月22日、カーコリアンは保有するGM株を1,400万株売却した。彼が強く支援したルノーと日産自動車による救済を、GMが拒絶したことによるものとみられている。売却の結果、GMの株価は11月20日に比べ4.1%下落し、カーコリアンの持株比率は7.4%にまで引き下げられた。11月30日、トラシンダ社はGM株をさらに1,400万株売却することで合意したと表明、残り2,800万株はバンク・オブ・アメリカに売却したことも明らかにした。これによりトラシンダ社は、保有するGM株を全て放出し、一連の経営統合問題から手を引いた。

## 私生活
カーコリアンは1999年、プロのテニス選手リサ・ボンダー（Lisa Bonder）と結婚した（28日後に離婚）。離婚後ボンダーから、「資産家の娘にふさわしい生活をさせるため」として、娘の養育費を月額32万ドルに増額するよう求める訴えを起こされた。
さらに映画プロデューサーのスティーブ・ビングからは、プライバシー侵害の訴訟を起こされた。カーコリアンは、ビングがボンダーの娘の父であると主張。その主張はのちにDNA型鑑定によって確定し、ボンダーもこれを認めたが、ビングがごみ箱に捨てた糸楊枝を盗んで鑑定を行ったこと、これをカーコリアンが指示したことはプライバシーの侵害であるとして、10億ドルを求めて提訴した。
「トラシンダ（Tracinda）」の名は、彼の2人の娘、トレイシー（Tracey）とリンダ（Linda）の名を合わせたものである。
アルメニア人虐殺から生き延びた家族を持つことから、アルメニア人虐殺を題材とした映画『THE PROMISE/君への誓い』の製作費9千万ドルの大半を個人的に捻出した。カーコリアンはプロデューサーにも名を連ねているが、本作の完成を待たずして、2015年6月15日に98歳でこの世を去った。

## 慈善事業
カーコリアンは、母国アルメニア発展のため、数百万ドルの寄付をした。2人の娘の名をとって命名された「リンシー財団（Lincy Foundation）」は、主にアルメニア問題に関する慈善事業で大いに貢献をした。

## 死去
2015年6月15日、ロサンゼルスで死去。98歳没。